# Говард Бернетт
Говард Макніл Бернетт (англ. Howard McNeal Burnett; нар. 8 березня 1961) — ямайський легкоатлет, що спеціалізувався з бігу на 400 метрів. Основні спортивні перемоги одержав у чоловічих естафетних змаганнях з бігу 4×400 метрів.
Учасник літніх Олімпійських ігор 1988 року в Сеулі (Південна Корея). Виборов срібну медаль в естафеті 4×400 метрів.
У 1990 році став чемпіоном Ігор Центральної Америки і Карибського басейну, срібним призером на Іграх доброї волі в Сіетлі (США) та бронзовим призером Ігор Співдружності в Окленді (Нова Зеландія).
У 1991 році став бронзовим призером Панамериканських ігор в Гавані (Куба).